# Cypseloides storeri
Cypseloides storeri е вид птица от семейство Бързолетови (Apodidae).

## Разпространение
Видът е разпространен в Мексико.